# 미라마레성

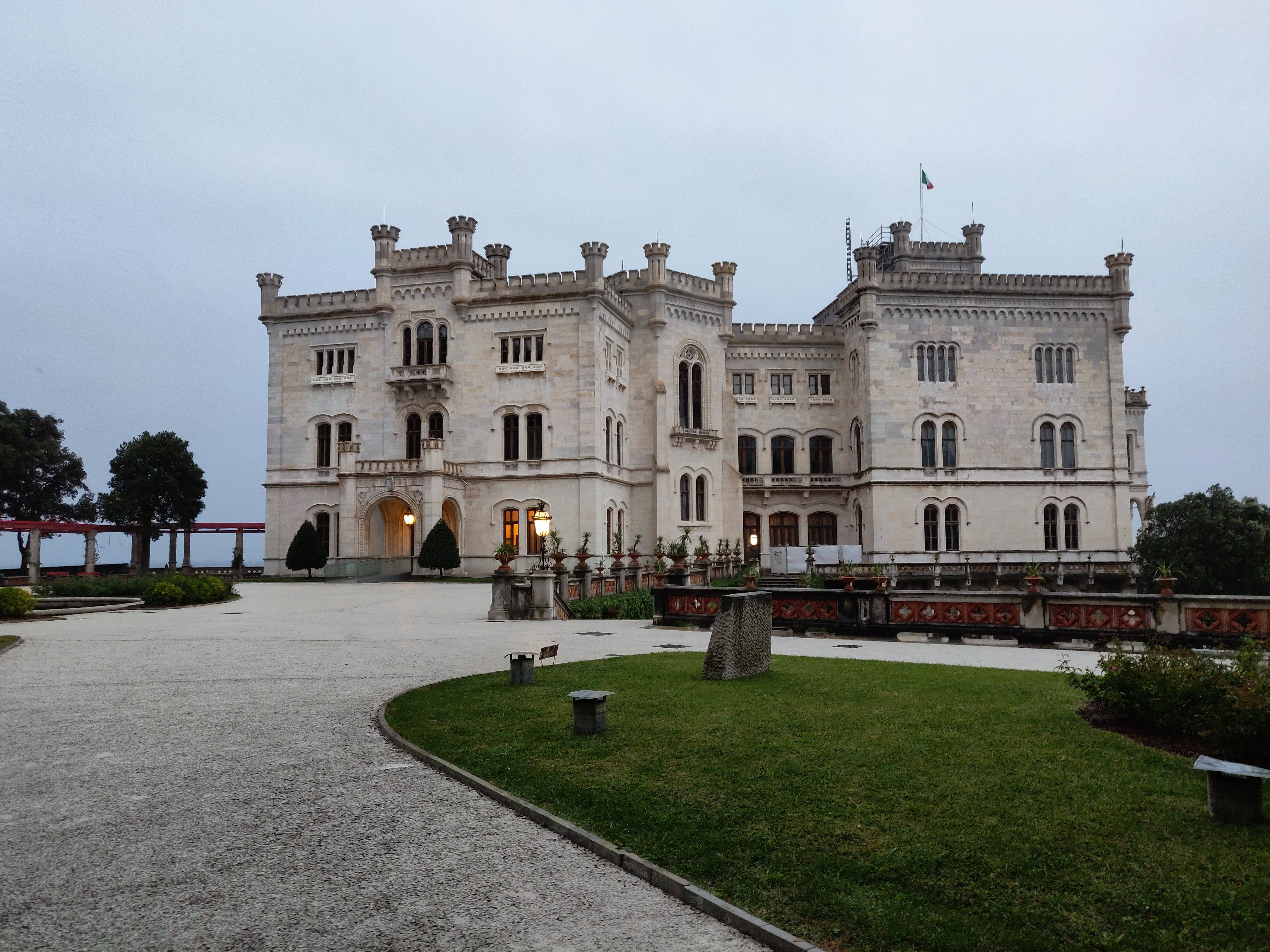
미라마레성

미라마레성(이탈리아어: Castello di Miramare)은 이탈리아 프리울리베네치아줄리아주 트리에스테에 있는 성이다. 트리에스테만에 바로 위치한 19세기 성이다. 막시밀리아노 1세의 아내 샤를로테를 위해 1856년부터 1860년까지 지어졌으며, 칼 융커의 디자인을 기반으로 했다.
성의 부지에는 대공이 설계한 22 헥타르 (54 ac) 규모의 광대한 절벽과 해안 공원이 있다. 부지는 완전히 재조경되어 수많은 열대 나무와 식물이 특징이다.